# San Silvestre del Valle de Egüés
La San Silvestre del Valle de Egüés (En euskera, Eguesibarko Silbestre Deuna) es una competición atlética celebrada anualmente desde 2000 en la localidad navarra de Olaz (Valle de Egüés) y organizada por el Club de Triatlón Hiruki Valle de Egüés.
A la San Silvestre del Valle de Egüés se le conoce también popularmente como San Silvestre de Olaz, por celebrarse en esa localidad del valle.

## Características

### Fecha de celebración
Como la mayoría de competiciones atléticas de San Silvestre, ésta se celebra el día de Nochevieja.

### Recorrido
El recorrido transcurre por los parajes del valle, con salida y llega en la localidad de Olaz. Habitualmente tiene una distancia que ronda entre los 4 y 5 kilómetros para la categoría adulta.

### Participación
La carrera llega a acoger más de dos millares de participantes entre adultos y menores.

### Coste de inscripción
El dorsal tiene un precio de 3 € para las categorías inferiores y de 9 € en la categoría absoluta.

## Relevancia
Junto con la San Silvestre de Pamplona, la San Silvestre de Burlada, la San Silvestre de Artica o la San Silvestre de Barañáin, es una de las carreras en honor a San Silvestre más importantes en la Cuenca de Pamplona.